# Atlant-Hungary Airlines
Atlant-Hungary Airlines is een Hongaarse luchtvrachtmaatschappij met haar thuisbasis in Boedapest.

## Geschiedenis
Atlant Hungary Airlines is opgericht in 1992 als Atlant-Aerobatica.De huidige naam is in 2000 ingevoerd.

## Vloot
De vloot van Atlant-Hungary Airlines bestaat uit:(jan.2007)
- 1 Tupolev TU-204-100
- 1 Ilyushin IL-76TD